# Sturmtiger
El Tiger-Mörser, 38 cm RW61 auf Sturm(panzer)mörser Tiger, o Sturmmörser Tiger, más conocido como Sturmtiger o Sturmpanzer VI, era  un cañón de asalto alemán de la Segunda Guerra Mundial, construido a partir del chasis del Tiger I y armado con un mortero naval, el SturmMörser RW61 L/5,4 de 380 mm. Su tarea principal era proporcionar apoyo de fuego a las tropas de infantería en los combates urbanos. Sólo se fabricaron 18 unidades, a partir de tanques Tiger dañados.

## Desarrollo
La idea para un vehículo pesado capaz de derribar edificios fuertemente defendidos o áreas fortificadas con un disparo surgió tras las experiencias de la Batalla de Stalingrado en 1942. En ese momento, la Wehrmacht solo disponía del Sturminfanteriegeschütz 33, una variante del StuG III armado con un cañón pesado de 150 mm. Doce de ellos se perdieron en la lucha por Stalingrado.
Su antecesor, el Sturmpanzer IV Brummbär entró en producción a principios de 1943, pero la Wehrmacht aún seguía buscando un vehículo similar, pero mucho más blindado. Por tanto, se tomó la decisión de crear un nuevo vehículo basado en el tanque Tiger y armado con un obús de 210 mm.
Sin embargo, esta arma no estaba disponible en ese momento y fue sustituido por un mortero lanzacohetes de 380 mm, que había sido adaptado de un lanzacargas de profundidad de la Kriegsmarine.
El primer prototipo estaba listo y fue presentado a Hitler en octubre de 1943. La producción fue aprobada en abril de 1944, tras intensas pruebas. Entre agosto y diciembre se completaron 18 Sturmtiger. La producción era lenta a causa, parcialmente, de que los Sturmtiger estaban construidos a partir de tanques Tiger dañados o retirados del campo de batalla en lugar de ser vehículos nuevos.

## Diseño

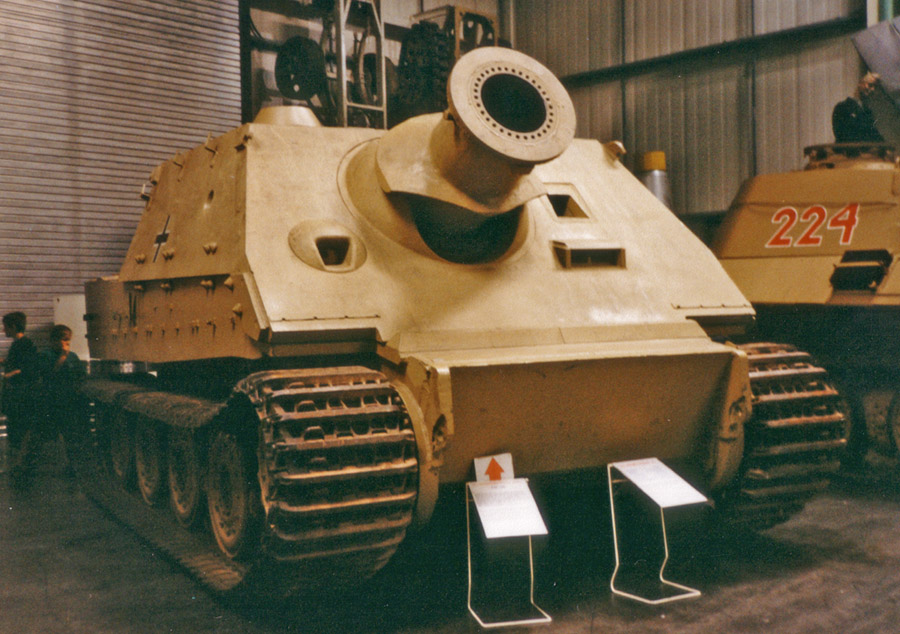
Sturmtiger que se conserva en el museo de Sinsheim.

El Sturmtiger estaba basado en el último modelo del Tiger I, conservando su casco y suspensión. La parte frontal de la superestructura del Tiger había sido eliminada para hacer espacio al nuevo compartimiento que montaba el mortero lanzacohetes. Este se localizaba en la parte delantera del vehículo, dándole un aspecto de caja.
Comparado con el tanque Tiger, el Sturmtiger era mucho más corto, sólo 6,28 metros frente los 8,45 del Tiger, debido principalmente al cañón corto que portaba el Sturmtiger. Además, era ligeramente más bajo que el Tiger, 2,85 metros frente los tres metros del tanque.

### Blindaje
Ya que el Sturmtiger sería utilizado en terrenos urbanizados, durante los combates a cortas distancias, necesitaba estar fuertemente blindado para sobrevivir. Su blindaje frontal era de 150 mm de espesor, además de estar inclinado, mientras que las planchas laterales eran de unos 80 mm. Esto subió el peso del vehículo de las 57 toneladas de un Tiger, a las 68 toneladas.

### Armamento

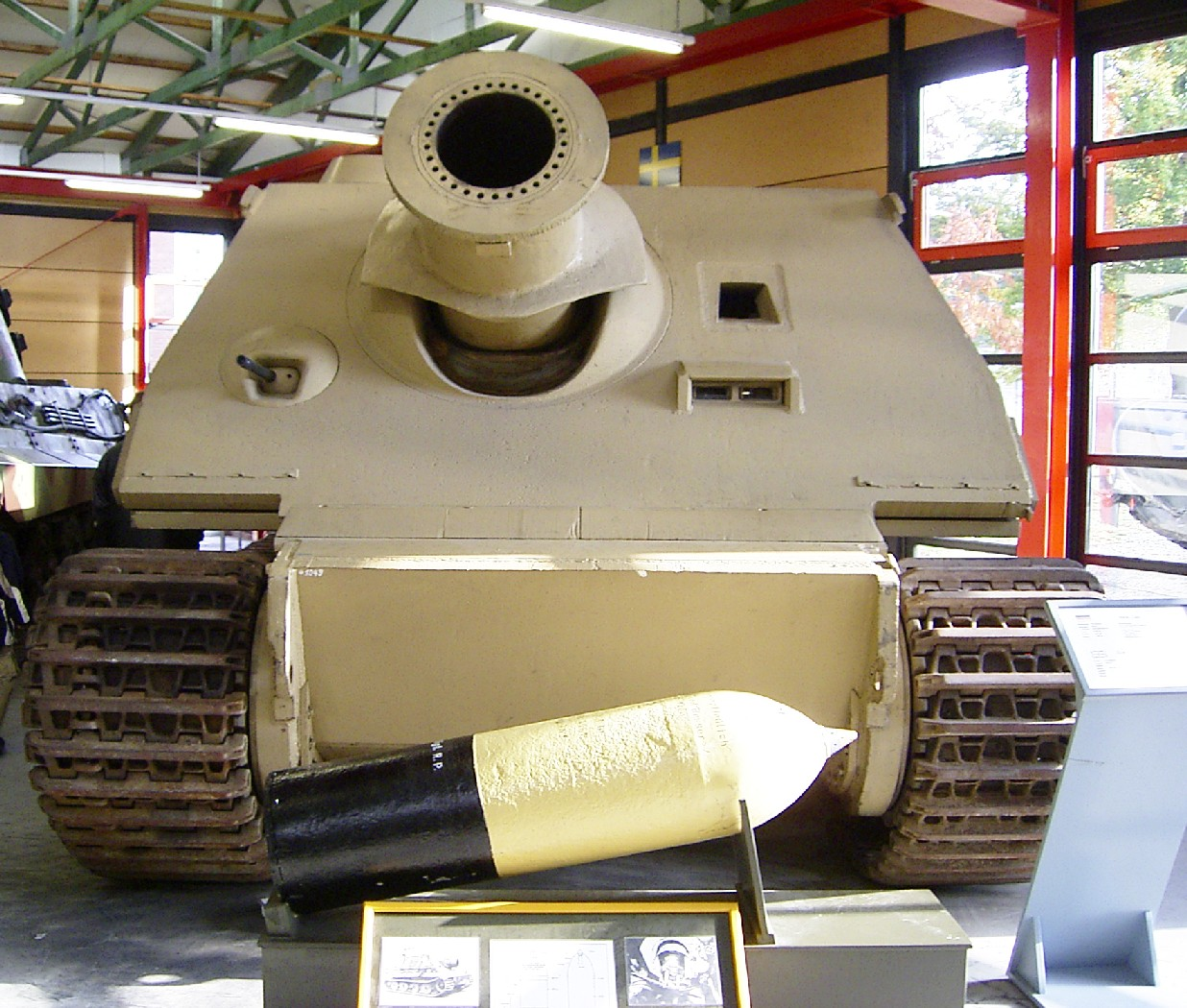
Vista frontal de un Sturmtiger, donde se puede apreciar el cañón y la munición.

El arma principal era un Raketenwerfer 61 L/5,4 de 380 mm, un mortero de retrocarga/lanzacohetes, que disparaba proyectiles autopropulsados de corta distancia. Estos proyectiles eran de aproximadamente un metro y medio de longitud y podían contener una carga explosiva de 125 kg o una carga direccional para ser utilizada contra fortificaciones que podía penetrar hasta dos metros y medio de hormigón reforzado. El alcance práctico era de unos cinco kilómetros y medio. El peso total del proyectil estaba entre los 345 y 351 kilogramos. La primera carga aceleraba al proyectil hasta los 45 m/s, y los 40 kg de la carga del cohete lo aceleraba hasta los 250 m/s.
El diseño del lanzacohetes provocó algunos problemas. La expulsión de los gases calientes no podía ser en el compartimiento del arma, y el cañón no soportaría la presión de los gases si estos no eran expulsados. Por tanto, se creó un anillo de huecos de ventilación alrededor del cañón, que canalizaba los gases y le daba un aspecto parecido a un salero.
Debido al volumen de la munición, sólo se podían llevar 14 proyectiles, de los cuales uno ya estaba en el arma y otro en la bandeja de carga. El resto estaba en dos compartimientos de munición. Para poder cargar la munición dentro del vehículo, se colocó una grúa en la parte trasera de la superestructura, al lado de la escotilla de carga. Incluso así, la tripulación completa de cinco hombres tenía que ayudar con el cargamento.
En la escotilla de carga trasera estaba el NbK 39 Nahverteidigungswaffe (arma de defensa próxima) de 100 mm, que era utilizado para defensa contra otros vehículos blindados e infantería. Podía hacer un giro circular completo y se trataba básicamente de un lanzagranadas de corto alcance. Para defensa contra infantería, había una ametralladora MG34 colocada en la parte frontal.

## Combate
El papel original del Sturmtiger era ser un vehículo pesado de apoyo de infantería, para ayudar en ataques contra áreas muy fortificadas o urbanizadas. En el momento en el que los primeros Sturmtiger estaban disponibles, sin embargo, la situación para Alemania había cambiado para peor, con la Wehrmacht estando casi exclusivamente en una posición defensiva en lugar de ofensiva.

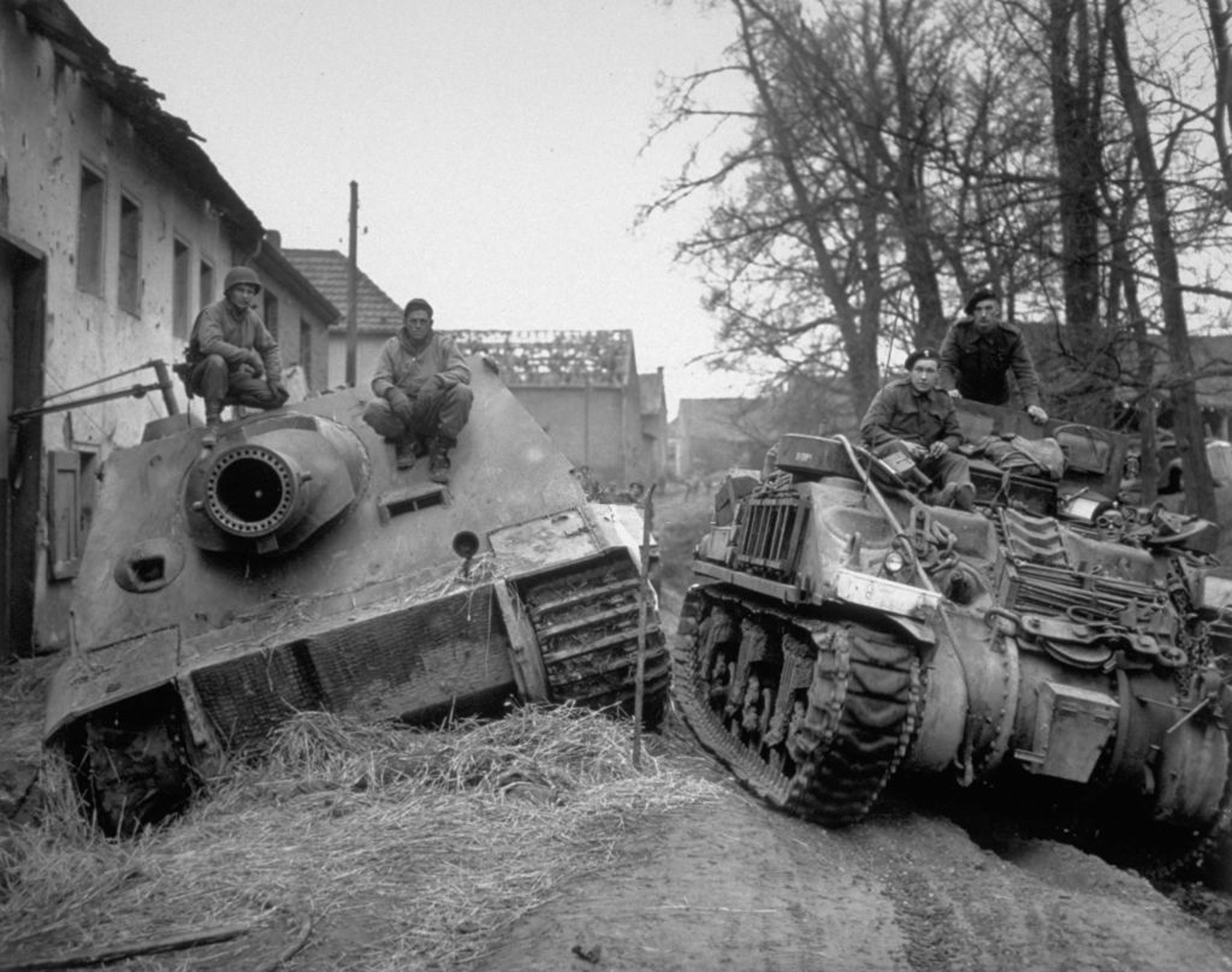
Sturmtiger capturado por soldados estadounidenses.

Se crearon tres nuevas compañías Panzer para manejar los Sturmtiger: las Panzer Sturmmörser Kompanien (PzStuMrKp) 1000, 1001 y 1002. Originalmente iban a estar provistas cada una con catorce vehículos, pero esta cantidad fue reducida a cuatro, dos por cada sección.
La PzStuMrKp 1000 fue creada el 13 de agosto de 1944 y luchó durante la Revuelta de Varsovia con dos vehículos, al igual que el prototipo en una acción separada, que pudo ser la única vez donde el Sturmtiger fue utilizado para su tarea original. La PzStuMrKp 1001 y 1002 aparecieron en septiembre y octubre. Tanto la PzStuMrKp 1000 como la 1001 sirvieron durante la Batalla de las Ardenas, con un total de siete unidades.
Tras esto, los Sturmtiger fueron utilizados para defensa de Alemania, principalmente en el frente occidental. Demostraron ser excelentes armas defensivas, difíciles de destruir excepto con ataques aéreos o bombardeos de artillería. Algunos Sturmtiger fueron destruidos por fuerzas enemigas, mientras que la mayoría fue abandonado o destruido por sus propias tripulaciones debido a fallos mecánicos o la falta de combustible.
Se conservan dos Sturmtiger, uno en el Museo Sinsheim de Alemania y el otro en el Museo del tanque de Kubinka, cerca de Moscú.

### En español
- Imágenes y datos del Sturmtiger

### En inglés
- Sturmtiger en Achtung Panzer!
- Panzersturmmörser en Panzerworld

- Datos: Q158308
- Multimedia: Sturmtiger / Q158308